# Pila de agua bendita

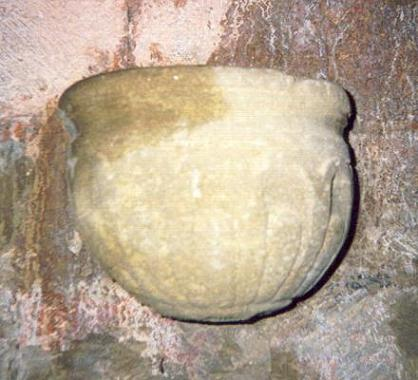
Pila de agua bendita.

En la religión católica se denomina pila de agua bendita a un recipiente de piedra u otro material situado a la entrada de las iglesias que contiene agua bendecida para que se persignen los fieles.
El origen de las pilas de agua bendita se remonta a los primeros tiempos de la Iglesia católica considerándose como tales por los arqueólogos ciertos vasos y depósitos de mármol o de barro cocido que se hallan en las catacumbas. Pero la forma y posición de las pilas, tal como se hallan ahora en la entrada de las iglesias, empezó en el siglo XII y se generalizó a finales del siglo XIV. Los acetres o calderillas para llevar el agua bendita se hallan ya en el siglo X como se ve por un ejemplar en la iglesia de San Ambrosio de Milán (Italia) pero sin duda datan de más antiguo como el uso del agua bendita.

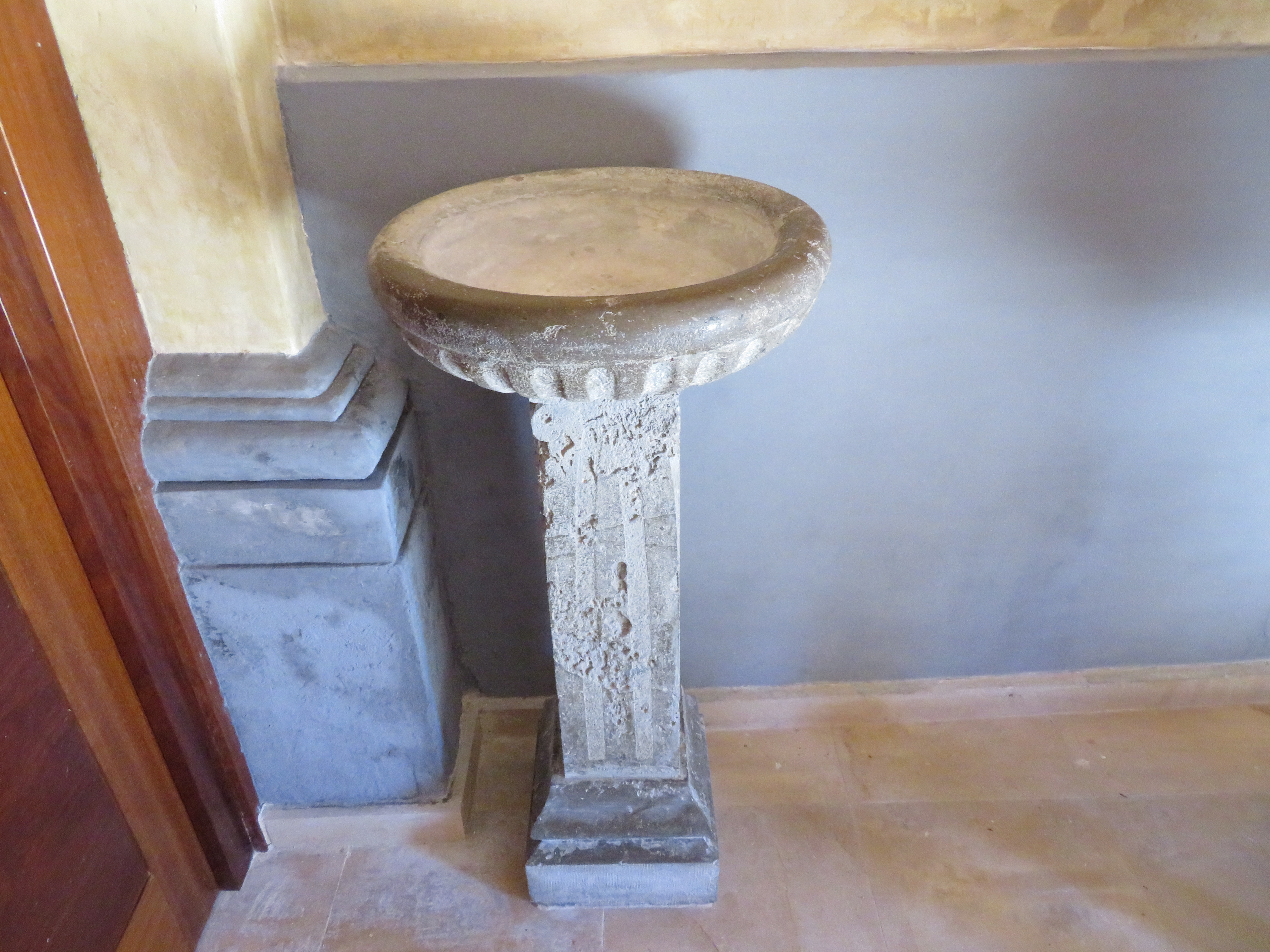
Pila de agua bendita de una iglesia católica.

## Expresión de uso popular
Tener a alguien "entre la pila y el agua bendita" es una expresión que se emplea como equivalente de "entre la espada y la pared", es decir, estar en ascuas, con inquietud, incertidumbre o en un dilema.